# Notoxus calcaratus
Notoxus calcaratus is een keversoort uit de familie snoerhalskevers (Anthicidae). De wetenschappelijke naam van de soort is voor het eerst geldig gepubliceerd in 1884 door Horn.